# Área micropolitana de Phoenix Lake-Cedar Ridge
El área micropolitana de Phoenix Lake,  y oficialmente como Área Estadística Micropolitana de Phoenix Lake, CA µSA  tal como lo define la Oficina de Administración y Presupuesto, es un Área Estadística Micropolitana centrada en las ciudades de Phoenix Lake y Cedar Ridge en el estado estadounidense de California. El área micropolitana tenía una población en el Censo de 2010 de 55.365 habitantes, convirtiéndola en la 200.º área micropolitana más poblada de los Estados Unidos. El área micropolitana de Phoenix Lake-Cedar Ridge comprende el condado de Tuolumne, siendo Phoenix Lake la ciudad más poblada.

## Geografía
El área micropolitana de Phoenix Lake-Cedar Ridge se encuentra ubicada en las coordenadas 38°01′N 119°56′O / 38.02, -119.94.

## Composición del área micropolitana

### Ciudades
- Sonora

### Lugares designados por el censo
Cedar Ridge |
Chinese Camp |
Columbia |
Cold SPrings |
East Sonora |
Groveland-Big Oak Flat |
Jamestown |
Mi-Wuk Village |
Mono Vista |
Phoenix Lake |
Pine Mountain Lake |
Sierra Village |
Soulsbyville |
Strawberry |
Tuolumne City |
Tuttletown |
Twain Harte 

### Áreas no incorporadas
Blanchard |
Buchanan |
Bumblebee |
Confidence |
Dardanelle |
Deadwood |
Long Barn |
Mather |
Moccasin |
Pinecrest |
Springfield |
Standard 